# Fösse

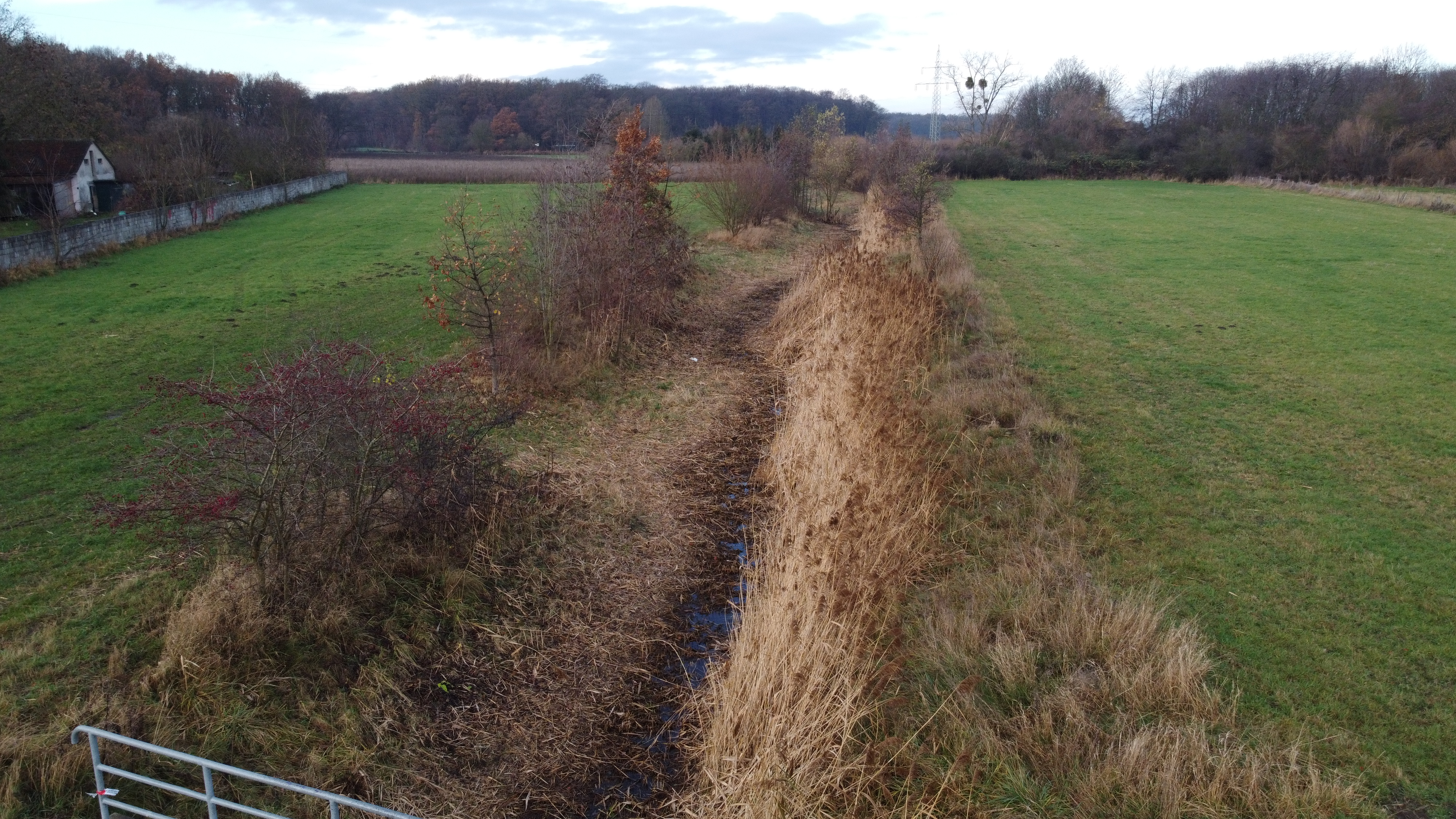
Die Fösse zwischen den hannoverschen Stadtteilen Davenstedt und Badenstedt

Die Fösse ist ein 8 km langer linker Nebenfluss der Leine in der Region Hannover in Niedersachsen (Deutschland). Sie hat wegen des Zustroms von Abwässern bzw. verunreinigtem Oberflächenwasser im Zusammenhang mit dem ehemaligen Kalibergbau in der Region einen schwankenden Salzgehalt von bis zu 100 g/l, der damit maximal dreimal so hoch wie der Salzgehalt der Nordsee ist.

## Beschreibung
Das Gewässer bildet sich, ohne eine eigentliche Quelle zu haben, im Waldstück Velberholz südlich des Seelzer Stadtteils Harenberg und westlich des Seelzer Stadtteils Velber. Von dort aus fließt es anfangs nach Südosten und erreicht nach 4 bis 5 km die Stadtgrenze von Hannover; etwa 100 m nach dieser Grenze mündet die aus Südwesten kommende Bade in die Fösse. Ab hier fließt die Fösse Richtung Osten und bildet die Grenze zwischen den Stadtteilen Badenstedt und Davenstedt. Nach weiteren 2 bis 3 km erreicht sie den Stadtteil Linden-Mitte und unterquert in nordöstlicher Richtung verrohrt unterirdisch den Lindener Hafen. Einen knappen Kilometer nachdem die Fösse wieder an die Oberfläche kommt, bildet sie nach Nordosten fließend bis zur Liepmannstraße die Grenze zwischen den Stadtteilen Linden-Mitte und Limmer. In Limmer fließt sie nach Norden und mündet an der Einmündung des Leineverbindungskanals in die Leine. Nach dem Gewässer sind in Hannover im Stadtteil Linden-Mitte die rund 1,5 km lange Fössestraße, das Fössefeld, das Fössebad, das frühere Schulzentrum Fössefeldschule (seit 2011 Albert-Schweitzer-Schule) im Stadtteil Limmer und der Fösseradweg benannt, in Harenberg die rund 700 m lange Fössestraße. In der Höhe von Davenstedt befindet sich eine Wassertretanlage. Sie wurde 2014 vom Bürgerverein Badenstedt errichtet.

## Geschichte
Die Herkunft des Namens könnte sich von dem lateinischen Wort fossa (‚Graben‘) herleiten (siehe auch: Fossa Eugeniana). Der Sprachwissenschaftler Albrecht Greule hält diese Etymologie für unwahrscheinlich und vermutet einen Zusammenhang mit dem germanischen Verb *fū-a- für 'faulen, stinken'. Demzufolge hätte die Fösse die ursprüngliche Bedeutung 'faulendes, stinkendes Gewässer' gehabt.
1838 wurde das Fössebad als Flussschwimmbad eröffnet. Es handelte sich um ein Staubecken im Bachverlauf. Durch die Industrialisierung entwickelte sich der Bach zum Abwassergraben, so dass das Schwimmbad aufgrund zunehmender Verschmutzung geschlossen wurde und 1960 getrennt vom Bach als erstes kombiniertes Hallen- und Freibad der Bundesrepublik Deutschland  neu eröffnet wurde.

## Umwelt
Der Bach hat eine sehr geringe Wasserführung und fällt im Oberlauf im Sommer häufig trocken. Aufgrund der Einleitung von jährlich rund 20 t Salz aus den Haldenwässern der beiden Kalihalden von Empelde und der Binnensalzstelle am Kaliwerk Ronnenberg ist die Fösse stark mit Salzen belastet und weist Chlorid-Konzentrationen von bis zu 100.000 mg/l auf, wobei eine Untersuchung über die Jahre 1987 bis 2009 je nach Einleitung und Regenmenge (Verdünnung) schwankende Werte zwischen 2.900 und 91.500 mg/l zeigte. Das Gewässer ist unterhalb der Einleitungsstelle biologisch tot.
Aufgrund des hohen Salzgehaltes bieten die Uferrandbereiche einer Salzvegetation mit der Strand-Aster, dem Queller und dem Strand-Dreizack einen Lebensraum.
Der Bachlauf ist in großen Teilen im Stadtgebiet von Hannover kanalisiert. Hier fließt das Wasser streckenweise tiefer gelegt und verrohrt sowie versteckt in Grünzonen. Im Westen Hannovers wurde der Bach auf einem kleinen Abschnitt renaturiert. Seit 2014 ist hier eine kleine Wassertretstelle in den Bachlauf integriert.

## Bilder

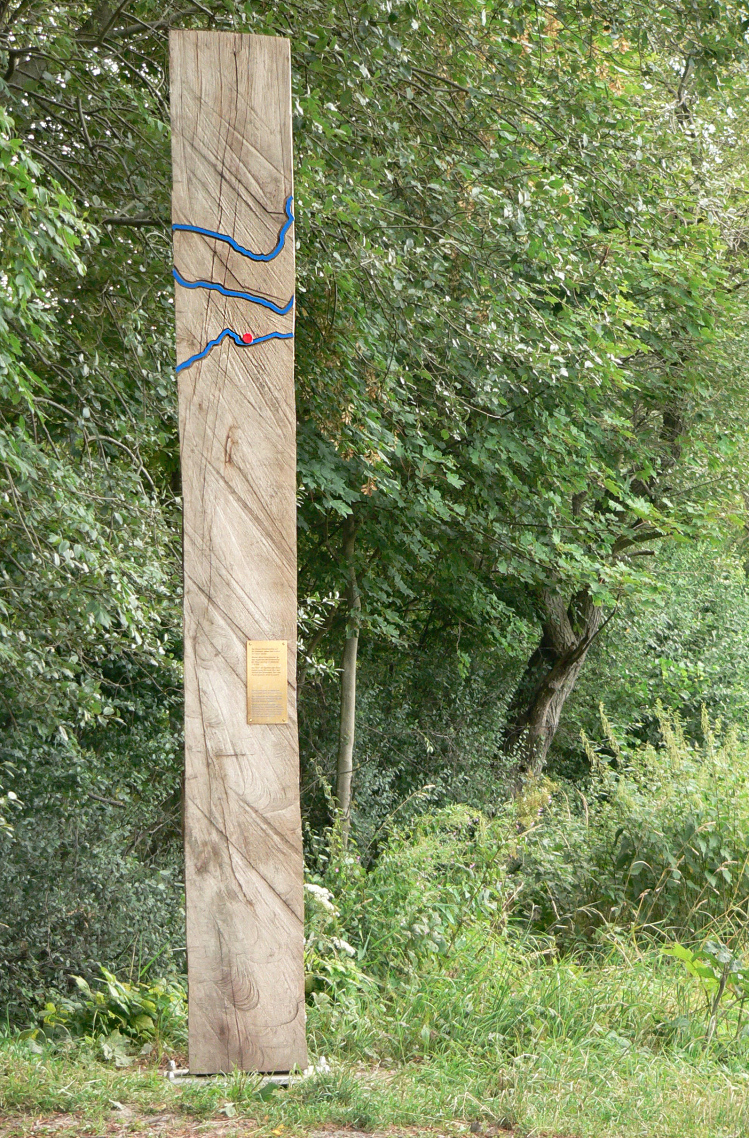
Wasserstele an der Querung des Grünen Rings Hannover über die Fösse am Velberholz
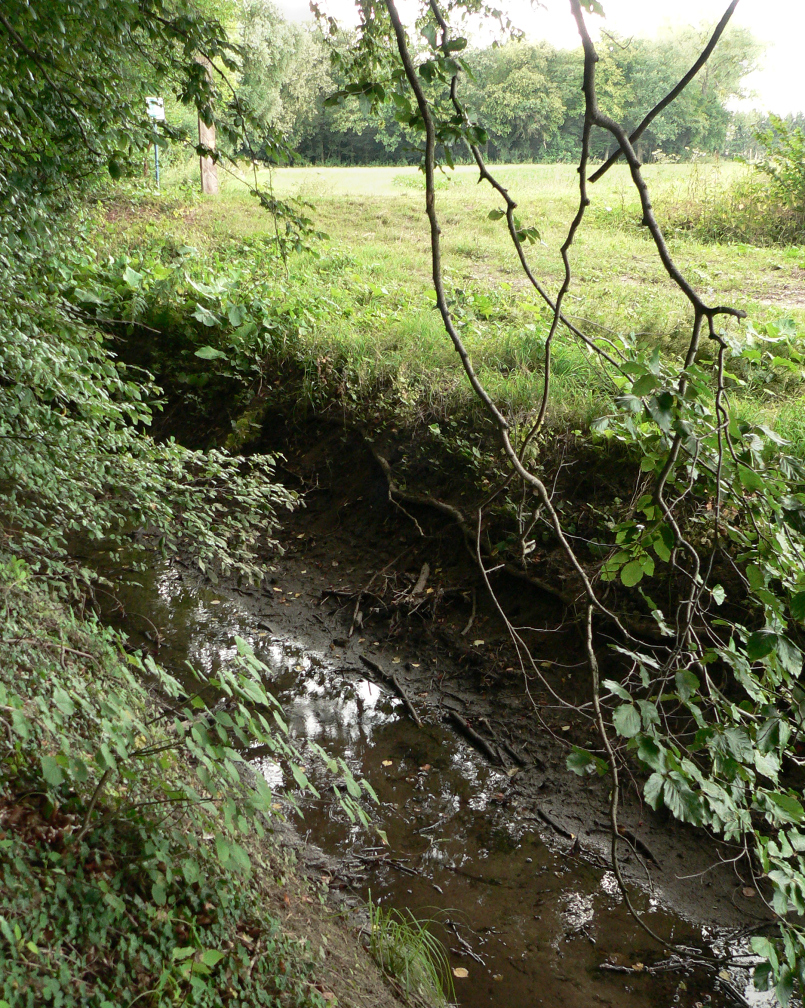
Fösse am Velberholz, im Hintergrund die Wasserstele
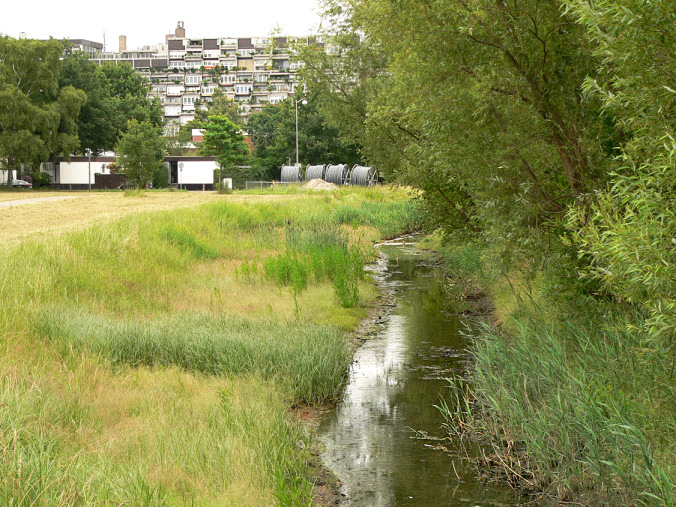
Renaturierter Uferbereich der Fösse in den hannoverschen Stadtteilen Davenstedt und Badenstedt
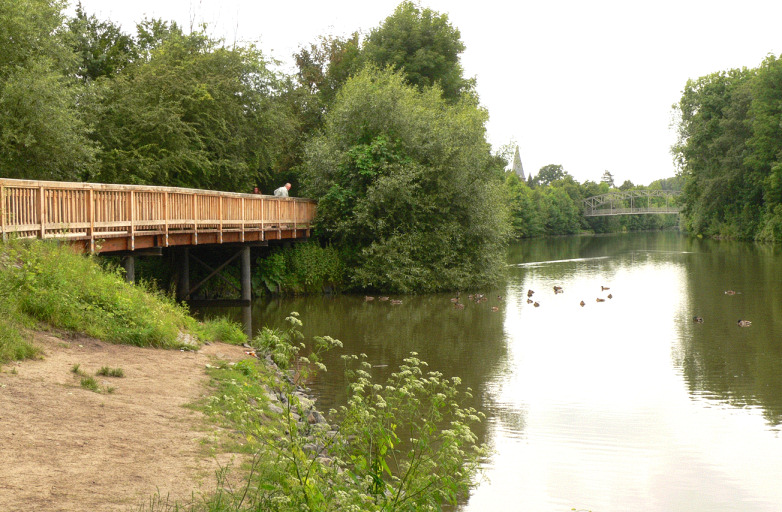
Mündung der Fösse (links unter der Brücke) in die Leine